# Csong Dzsinjong
Csong Dzsinjong (hangul: 정진영, handzsa: 鄭鎭榮, RR: Jeong Jin-yeong; Dél-Korea, Szöul, 1964. október 16. –) dél-koreai színész, leginkább A király és a bohóc című nagy sikerű filmnek köszönheti hírnevét, de számos más alkotásban játszott, többek között a Magyarországon is vetített A királyi ház titkai című sorozatban.

## Élete és pályafutása
Színházi színészként kezdte a pályafutását, kisebb szerepektől eltekintve 1997-től kezdve foglalkozott komolyabban filmezéssel, miután felesége várandós lett és a színházi fizetése már nem volt elegendő a család eltartásához. Játszott vígjátékokban, drámában, vuhsziában, számos díjat nyert.

## Filmográfia

### Filmek
- Opening the Closed School Gates (1992)
- Terrorist (1995)
- Green Fish (1997)
- Partner (1997)
- A Promise (1998)
- The Ring Virus (1999)
- Picshonmu (비천무, 2000)
- Prison World Cup (2001)
- Guns & Talks (2001)
- Hi! Dharma! (2001)
- Wild Card (2003)
- Once Upon a Time in a Battlefield (2003)
- Hi! Dharma 2: Showdown in Seoul (2004)
- Chul-soo and Young-hee (2004)
- A király és a bohóc (2005)
- Love Phobia (2006) (cameo)
- If You Were Me 3: An Ephemeral Life (2006)
- Bunt (2007)
- For Eternal Hearts (2007)
- The Happy Life (2007)
- Sunny (2008)
- The Case of Itaewon Homicide (2009)
- Battlefield Heroes (2011)
- S.I.U. (2011)
- Love 911 (2012) (cameo)
- Csoda a hetes számú cellában (2013)
- Tabloid Truth (2014)
- Another Family (2014)
- Ode To My Father (2014)
- Gangnam Blues (2015)
- Time Renegades (2016)
- Grand Father (2016)
- Pandora (2016)
- Taxisofőr (2017) (cameo)
- Man of Will (2017)
- The Swindlers (2017)
- Heung-Boo: The Revolutionist (2018)
- Grass (2018)
- Ode to the Goose (2018)
- Svaha: The Sixth Finger (2019)

### Televíziós sorozatok
- My Unfamiliar Family (tvN, 2020)
- Főtanácsadó 2 (JTBC, 2019)
- Főtanácsadó (JTBC, 2019)
- Sketch (JTBC, 2018)
- Glamorous Temptation (MBC, 2015-2016)
- Angel Eyes (SBS, 2014)
- Unstoppable High Kick! (MBC, 2006-2007) (cameo, 108. rész)
- The Kingdom of The Winds (KBS2, 2008-2009)
- A királyi ház titkai (MBC, 2010)
- Crossing the Yeongdo Bridge (KBS2, 2011)
- Brain (KBS2, 2011-2012)
- Love Rain (KBS2, 2012)
- Cson Uncshi (전우치, KBS2, 2012-2013) (cameo, 1 & 6. rész)

### Rendező
- Me and Me (2020)